# Santa Ana (Guatemala)
Santa Ana (en honor a su santa patrona, Ana) es un municipio ubicado en el centro del departamento de Petén, en la República de Guatemala. Se localiza a 460 kilómetros al norte de la Ciudad de Guatemala.
La cabecera de este municipio está asentada en medio de una sabana y ha cambiado tres veces de lugar. Estuvo en la sabana denominada Santa Ana Vieja, en el paraje Ixponé, trasladándose al Caserío Buena Vista y por último a su actual emplazamiento cercano a Buena Vista.

## Toponimia
De acuerdo a la tradición oral, una dama de origen mexicano llevó consigo una imagen de Santa Ana al pueblo de Ixponé en 1837 y los vecinos construyeron una iglesia hecha de pared de colocché, forrado con tierra blanda y cal, con techo de guano y piso de tierra blanca apelmazada, con ventanas y puertas de madera. Los vecinos de esa época bautizaron el pueblo con el nombre de Santa Ana, en honor a la imagen.

## Demografía
La población total del municipio en 2022 es de 24.380 habitantes, distribuidos de la siguiente manera: 50% de hombres y mujeres. La población urbana es el 52% y población rural 48%, de acuerdo a lo reportado por el censo nacional de población en el año 2018.
La mayoría de sus habitantes hablan en idioma español.

## División política
Santa Ana tiene una extensión territorial aproximada de 1.008 kilómetros cuadrados. La división administrativa de dicho municipio está compuesta de la siguiente manera:
| - El Centro - Buena Vista - Eben-Ezer - Las Victorias - La Calzada - Los Olivos - El Triunfo | - El Paraíso - Jerusalén - Sinaí - Samaria - El Talento |

| - La Unión - El Progreso - La Laguna - El Ocote - Nueva Esperanza - Nuevo Porvenir - Monterrico - Pueblo Nuevo | - El Mango - El Juleque - Purushilá - Los Ángeles - La Sardina - La Pita - Santa Ana Vieja |

| - Los Positos - El Camalote - San Felipe - Villa Nueva - Nueva Verapaz | - Bello Horizonte - La Ceibita - El Cartucho - El Rosalito - El Zapote. |

| - Bucut - Canjox - Chaté - Chivaque - El Bayal - El Chahal - El Juleque - El Nap - El Zapote | - Excocón - Itzponé - Ixpaquim - Ijá - La Guayabita - Nitzam Viejo - Paqueíque - San Clemente - Xecal | - Yaxjaj - Buena Vista - El Pacay - Ijá - Purucilá - Sajalal - Sanchó - Santa Ana Vieja |

## Geografía  física
Está a una altitud de 220 metros sobre el nivel del mar, con una latitud de 16°48’25” y longitud de: 89°49’38”.

### Hidrografía
| División  | Listado                       | División  | Listado                                                           |
| --------- | ----------------------------- | --------- | ----------------------------------------------------------------- |
| Ríos      | Bucut, Chiquibul y San Martín | Riachuelo | El Chahal                                                         |
| Lagunetas | Ijá y Oquevix                 | Aguadas   | Chachaclún, Chalanjá, Chivaque, de Buena Vista, Nitzam y Sajalal. |

### Clima
El clima es cálido, y Santa Ana cuenta con extensas sabanas en donde la topografía es plana así también tiene pequeñas elevaciones con valles intercolinares. En cuanto a montañas la más conocida es la llamada El Chical.
La cabecera municipal de Santa Ana tiene clima templado (Clasificación de Köppen: Cwb).
| Parámetros climáticos promedio de Santa Ana | Parámetros climáticos promedio de Santa Ana | Parámetros climáticos promedio de Santa Ana | Parámetros climáticos promedio de Santa Ana | Parámetros climáticos promedio de Santa Ana | Parámetros climáticos promedio de Santa Ana | Parámetros climáticos promedio de Santa Ana | Parámetros climáticos promedio de Santa Ana | Parámetros climáticos promedio de Santa Ana | Parámetros climáticos promedio de Santa Ana | Parámetros climáticos promedio de Santa Ana | Parámetros climáticos promedio de Santa Ana | Parámetros climáticos promedio de Santa Ana | Parámetros climáticos promedio de Santa Ana |
| Mes                                         | Ene.                                        | Feb.                                        | Mar.                                        | Abr.                                        | May.                                        | Jun.                                        | Jul.                                        | Ago.                                        | Sep.                                        | Oct.                                        | Nov.                                        | Dic.                                        | Anual                                       |
| ------------------------------------------- | ------------------------------------------- | ------------------------------------------- | ------------------------------------------- | ------------------------------------------- | ------------------------------------------- | ------------------------------------------- | ------------------------------------------- | ------------------------------------------- | ------------------------------------------- | ------------------------------------------- | ------------------------------------------- | ------------------------------------------- | ------------------------------------------- |
| Temp. máx. media (°C)                       | 26.2                                        | 27.2                                        | 28.4                                        | 30.2                                        | 31.6                                        | 31.6                                        | 30.0                                        | 30.4                                        | 30.0                                        | 28.4                                        | 26.9                                        | 26.3                                        | 28.9                                        |
| Temp. media (°C)                            | 22.1                                        | 22.8                                        | 24.1                                        | 25.9                                        | 27.3                                        | 27.6                                        | 26.2                                        | 26.5                                        | 26.2                                        | 24.7                                        | 22.9                                        | 22.0                                        | 24.9                                        |
| Temp. mín. media (°C)                       | 18.1                                        | 18.4                                        | 19.9                                        | 21.6                                        | 23.1                                        | 23.6                                        | 22.5                                        | 22.6                                        | 22.4                                        | 21.0                                        | 19.0                                        | 17.8                                        | 20.8                                        |
| Precipitación total (mm)                    | 74                                          | 56                                          | 49                                          | 38                                          | 139                                         | 213                                         | 197                                         | 182                                         | 225                                         | 215                                         | 129                                         | 97                                          | 1614                                        |
| Fuente: Climate-Data.org                    |                                             |                                             |                                             |                                             |                                             |                                             |                                             |                                             |                                             |                                             |                                             |                                             |                                             |

### Ubicación geográfica
El municipio de Santa Ana está en el departamento de Petén y sus colindancias son: 
- Norte: Ciudad de Santa Elena de la Cruz, Flores
- Este y Sur: Dolores
- Oeste: San Francisco[8]

|                      | Norte: Ciudad de Santa Elena de la Cruz, Flores |               |
| Oeste: San Francisco |                                                 | Este: Dolores |
|                      | Sur: Dolores                                    |               |

## Gobierno municipal
Los municipios se encuentran regulados en diversas leyes de la República, que establecen su forma de organización, lo relativo a la conformación de sus órganos administrativos y los tributos destinados para los mismos.  Aunque se trata de entidades autónomas, se encuentran sujetos a la legislación nacional y las principales leyes que los rigen desde 1985 son:
| N.º | Ley                                                | Descripción |
| --- | -------------------------------------------------- | --- |
| 1   | Constitución Política de la República de Guatemala | Tiene una regulación legal específica para los municipios en los artículos 253 al 262. |
| 2   | Ley Electoral y de Partidos Políticos              | Ley de carácter constitucional aplicable a los municipios en el tema de la conformación de sus autoridades electas. |
| 3   | Código Municipal                                   | Decreto 12-2002 del Congreso de la República de Guatemala. Tiene la categoría de ley ordinaria y contiene preceptos generales aplicables a todos los municipios, e inclusive contiene legislación referente a la creación de los municipios.             |
| 4   | Ley de Servicio Municipal                          | Decreto 1-87 del Congreso de la República de Guatemala. Regula las relaciones entra la municipalidad y los servidores públicos en materia laboral. Tiene su base constitucional en el artículo 262 de la constitución que ordena la emisión de la misma. |
| 5   | Ley General de Descentralización                   | Decreto 14-2002 del Congreso de la República de Guatemala. Regula el deber constitucional del Estado, y por ende del municipio, de promover y aplicar la descentralización y desconcentración económica y administrativa.                                |

El gobierno de los municipios está a cargo de un Concejo Municipal mientras que el código municipal —ley ordinaria que contiene disposiciones que se aplican a todos los municipios— establece que «el concejo municipal es el órgano colegiado superior de deliberación y de decisión de los asuntos municipales […] y tiene su sede en la circunscripción de la cabecera municipal»; el artículo 33 del mencionado código establece que «[le] corresponde con exclusividad al concejo municipal el ejercicio del gobierno del municipio».
El concejo municipal se integra con el alcalde, los síndicos y concejales, electos directamente por sufragio universal y secreto para un período de cuatro años, pudiendo ser reelectos.
Existen también las Alcaldías Auxiliares, los Comités Comunitarios de Desarrollo (COCODE), el Comité Municipal del Desarrollo (COMUDE), las asociaciones culturales y las comisiones de trabajo. Los alcaldes auxiliares son elegidos por las comunidades de acuerdo a sus principios y tradiciones, y se reúnen con el alcalde municipal el primer domingo de cada mes, mientras que los Comités Comunitarios de Desarrollo y el Comité Municipal de Desarrollo organizan y facilitan la participación de las comunidades priorizando necesidades y problemas.
Los alcaldes que ha habido en el municipio son:
- 2012-2016: Carlos Garrido[10]

## Historia
Se cree que el pueblo de Santa Ana es uno de los que fundara el gobernador de Petén de aquel entonces, maestro de obra, Juan Antonio Ruiz y Bustamante en el año de 1708.  Los primeros habitantes del lugar fueron indígenas de la etnia Musul, a los que posteriormente se les fueron agregando personas provenientes de otros lugares como de Santo Toribio y Dolores y por inmigrantes provenientes de Yucatán y Chiapas, hechos que se reconocen por la existencia de apellidos de ese lugar.

### Establecimiento de la reducción
La cabecera municipios esta asentada en medio de una sabana, y por lo menos ha cambiado tres veces de lugar. El primer asentamiento se dio en la sabana de Ixponé, o «Santa Ana Vieja»; como evidencia de eso se puede observar en el lugar un corral de piedras y las ruinas de calicanto de lo que fuera la casa del cura reductor.
Las Leyes de Burgos, primer código de los españoles en las Indias, encargaban a los encomenderos el adoctrinamiento de los indígenas que tuvieran encomendados, y a los indígenas les ordenaba vivir cerca de los poblados de los españoles, porque con la conversación continua que con ellos tendrán, como con ir a la iglesia los días de fiesta a oír misa y los oficios divinos, y ver cómo los españoles lo hacen, más pronto lo aprenderán; sin embargo, los abusos de los encomenderos y, sobre todo, el carácter evangelizador de los reyes castellanos, que fundaban sus derechos sobre las tierras y personas de las Indias en el encargo del papa de evangelizar a los indígenas, les hizo organizar los esfuerzos necesarios para facilitar el trabajo de los misioneros, para lo que era imprescindible la concentración de los indígenas en pueblos y ciudades al estilo castellano, si bien separados de los españoles en poblados llamados «reducciones». Al mismo tiempo, para que la Corona pudiese ofrecer a los nativos protección y servicios, era preciso que la recaudación de los impuestos fuese eficaz, lo que no se podría realizar si la población vivía dispersa. De esta forma, puede deducirse que el sistema de reducciones no sólo tenía como propósitos principales los misioneros y evangelizadores, sino que también tuvo unos fines de carácter demográfico, económico y político.

### Gobierno de Rafael Carrera; reorganización territorial
El efímero Estado de Los Altos fue autorizado por el Congreso de la República Federal de Centro América el 25 de diciembre de ese año forzando a que el Estado de Guatemala se reorganizara en siete departamentos y dos distritos independientes el 12 de septiembre de 1839:
- Departamentos: Chimaltenango, Chiquimula, Escuintla, Guatemala, Mita, Sacatepéquez, y Verapaz
- Distritos indepentientes: Izabal y Petén[13]

### Traslado al Barrio Buena Vista
El segundo asentamiento de la cabecera municipal estuvo en el área que ocupa el moderno Barrio Buena Vista en 1890; como señal de este segundo asentamiento existe un aljibe construido de calicanto que surtía de agua potable a los moradores. Una leyenda local relata que la imagen de Santa Ana se aparecía bajo un árbol de cholol o encino a 16 km al noroeste del primer asentamiento y a un kilómetro de la finca de Leandro Méndez, (en donde ahora está el Barrio Buena Vista); los trabajadores de la finca regresaban la imagen a la iglesia del prueblo, pero al otro día volvía a aparecer bajo el mismo árbol. Los habitantes del pueblo se reunieron para ver quién era el bromista que se llevaba la imagen a ese lugar, pero no hubo tal bromista; los pobladores se dieron cuenta de que cuando la imagen aparecía bajo el árbol, sus pies estaban llenos de semillas de zacate y gotitas de agua, llegaron a la conclusión de que la imagen de Santa Ana, se iba caminando durante la noche al lugar de las apariciones. Tomaron la decisión de trasladarse a este lugar y construirle una nueva iglesia a la imagen en un lugar donado por Leandro Méndez.
El árbol de cholol en donde se aparecía la imagen de Santa Ana, estaba localizado en un cerro que se cree era un cementerio antiguo ya que durante la construcción se encontraron huesos humanos, por orden de los encargados de la iglesia y el intendente municipal se volvieron a enterrar bajo los cimientos de la iglesia construida. El área en que se ubicó el pueblo era muy fangosa, por lo que los vecinos decidieron trasladarse alrededor de la iglesia, dando lugar al tercero y definitivo asentamiento. Durante muchísimos años Buena Vista fue considerada como un caserío de Santa Ana, pero en el año 1991 pasó a ser un barrio de la cabecera municipal.

## Economía
La agricultura, como fuente de economía, se orienta hacia el maíz, frijol y caña de azúcar aunque el Instituto de Fomento y Desarrollo de Petén tuvo entre sus proyectos incentivar la ganadería y ciertos cultivos en esta área.

## Sitios arqueológicos
Tiene los siguientes sitios arqueológicos El Aguacate, La Pacayera, El Bucute, El Juleque, Sajalal, El Tambo, Zamir, Santa Ana, Santa Ana, Itzponé, Los Lagartos, La Amapola, Chilonché, Buen Retiro y El Cartucho.

## Fiestas
Su feria patronal se celebra el 26 de julio, destacando las tradicionales alboradas así como las peregrinaciones religiosas para visitar la venerada imagen de Santa Ana.